# Bahnhof Möckmühl
Der Bahnhof Möckmühl ist ein Durchgangsbahnhof in Möckmühl an der Frankenbahn in Baden-Württemberg zwischen Stuttgart und Würzburg. Zwischen 1900 und 1988 zweigte im Bahnhof die als Schmalspurbahn gebaute Jagsttalbahn ab, sodass der Bahnhof in dieser Zeit ein Anschlussbahnhof war.

## Geschichte
Der Bahnhof Möckmühl wurde 1869 im Zuge der östlichen Gabelbahn von Bad Friedrichshall in Richtung Osterburken eröffnet und ist heute Teil der Frankenbahn. Mit dem Bau der Strecke wurde das württembergische Bahnnetz an das badische Bahnnetz angebunden. 
Die Jagsttalbahn wurde am 10. Dezember 1900 mit einer Spurweite von 750 mm eröffnet. Bereits 1951 wurde der Personenverkehr eingestellt. Zwischen 1967 und 1979 fuhren aber wieder Personenzüge im Schülerverkehr. 1971 wurde von der Deutschen Gesellschaft für Eisenbahngeschichte (DGEG) in Zusammenarbeit mit der Südwestdeutschen Eisenbahn-Gesellschaft (SWEG) einer der ersten Museumsbahnverkehre Deutschlands errichtet. Als am 22. Dezember 1988 die Bahnstrecke gesperrt wurde, musste auch der Güterverkehr und der Museumsverkehr eingestellt werden. 1997 wurden die Gleise entfernt. 
Im Dezember 2019 wurden nach zehn Monaten Bauzeit aufwändige Sanierungstätigkeiten im Bahnhof abgeschlossen. Dabei wurden vor allem die zuvor höhengleich zugänglichen Bahnsteige neuerrichtet mit Zugang über eine Brücke über die Gleise mit Aufzügen. Die Kosten beliefen sich auf insgesamt 11 Millionen Euro.

## Architektur und Bahnhofsumfeld
Das heute denkmalgeschützte hellrote Backsteingebäude des Bahnhofs wurde bis 1869 nach Plänen des Architekten Zeller erbaut und besaß zu seiner Eröffnung noch einen Güterschuppen. Eine Besonderheit des Gebäudes war, dass im Erdgeschoss Rundbogenfenster und im Obergeschoss Rechteckfenster angebracht waren. Auf dem Dach war eine gusseiserne Bahnhofsuhr angebracht. Das Gebäude wurde mit einer verzierten Stationsschrift versehen, die bis heute erhalten ist.
1911 wurde das Empfangsgebäude um eine gläserne Vorhalle erweitert, wobei jedoch darauf geachtet wurde, den Gesamteindruck zu erhalten. Im Bahnhof befindet sich heute eine Gaststätte.
Im südlichen Bahnhofsbereich lagen die Übergabegleise der Schmalspurbahn, es gab eine Rollbockgrube und eine Umladehalle, außerdem einen einständigen Lokomotivschuppen. Die Personenzüge hielten an einem Bahnsteig auf der Straßenseite des Empfangsgebäudes.

## Zugverkehr
Im Bahnhof Möckmühl halten eine Regionalexpress- und eine Regionalbahnlinie.
| Linie | Laufweg | Frequenz    |
| ----- | --- | ----------- |
| RE 8  | Würzburg – Lauda – Osterburken – Möckmühl – Bad Friedrichshall – Neckarsulm – Heilbronn – Bietigheim-Bissingen – Ludwigsburg – Stuttgart | Stundentakt |
| RB 18 | Osterburken – Möckmühl – Bad Friedrichshall – Neckarsulm – Heilbronn – Bietigheim-Bissingen – Ludwigsburg – Stuttgart – Tübingen         | Stundentakt |

(Stand 2021)